# Александр, Ванесса
Ванесса Александр (пол. Vanessa Aleksandra) (род. 16 сентября 1996) — польская актриса.

## Биография
Александр родилась в семье поляка и словачки, оба её родителя были фигуристами.
Окончив среднюю школу Батория Александр планировала изучать архитектуру и дизайн, но изменила свои планы после того как её приняли в Национальную академию драматического искусства в Варшаве. После окончания учёбы Александр устроилась на работу в Современный театр.
В 2024 году она приняла участие в 28 сезоне сериала «Танцы со звёздами» и вместе со своим партнёром Михаилом Браткевичем стала в нём победителем.

## Фильмография

### Фильмы
| Год  | Русское название         | Оригинальный заголовок  |
| ---- | ------------------------ | ----------------------- |
| 2015 | Польские легенды: Дракон | Legendy Polskie Smok    |
| 2020 | Хейтер                   | Sala samobójców. Hejter |
| 2020 | Письма к М. 4            | Listy do M. 4           |
| 2022 | Март 68 года             | Marzec '68              |
| 2024 | Форсаж. Евротур          | Bonus Trip              |

### Сериалы
| Год         | Русское название    | Оригинальное название   |
| ----------- | ------------------- | ----------------------- |
| 2008        | Отец Матфей         | Ojciec Mateusz          |
| 2011 — 2020 | Семейка             | Rodzinka.pl             |
| 2016        | На ноже             | Na noże                 |
| 2017        | Прекрасная эпоха    | Belle Epoque            |
| 2017        | Военные девушки     | Wojenne dziewczyny      |
| 2017 — 2018 | Светка              | Свєтка                  |
| 2017 — 2019 | Ультрафиолет        | Ultraviolet             |
| 2018 — 2024 | Трясина             | Rojst                   |
| 2020        | Маленькая смерть    | Maly zgon               |
| 2021        | Офис                | The Office PL           |
| 2022        | Крестовый поход     | Crucjata                |
| 2023        | Девушка и космонавт | Dziewczyna i kosmonauta |
| 2023        | Конец невинности    | Kres niewinności        |
| 2023        | Варшавянка          | Varszawianka            |
| 2023        | Кровь               | Krew                    |
| 2023        | Семейное проклятье  | Klatwa                  |